# 2101
Cette page concerne l'année 2101  du calendrier grégorien.
L'année 2101 est une année commune qui commence un samedi.
Ce sera la 2101e année de notre ère, la 101e année du IIIe millénaire et la première du XXIIe siècle et la deuxième année de la décennie 2100-2109.

## Autres calendriers
L'année 2101 du calendrier grégorien correspond aux dates suivantes :
- Calendrier hébraïque : 5861 / 5862 (le 1er tishri 5862 a lieu le 24 septembre 2101[1])
- Calendrier indien : 2022 / 2023 (le 1er chaitra 2023 a lieu le 22 mars 2101[1])
- Calendrier musulman : 1524 / 1525 (le 1er mouharram 1525 a lieu le 2 mars 2101[1])
- Calendrier persan : 1479 / 1480 (le 1er farvardin 1480 a lieu le 21 mars 2101[1])
- Calendrier républicain : 309 / 310 (le 1er vendémiaire 310 a lieu le 23 septembre 2101[1])
  - Jours juliens : 2 488 434,5 à 2 488 799,5[2],[1]

## Événements prévisibles
- 20 novembre : l'astéroïde (433953) 1997 XR2 a une probabilité extrêmement faible mais non nulle de s'écraser sur Terre. Il est supposé s'approcher à 5 864 000 km de la planète (0,0392 UA)[3]. Ce corps céleste mesure 230 mètres de rayon.